# Nichkhun
Nichkhun Buck Horvejkul (tiếng Thái: นิชคุณ หรเวชกุล, sinh ngày 24 tháng 6 năm 1988) là một  ca sĩ và diễn viên người Mỹ gốc Thái , thành viên của nhóm nhạc Hàn Quốc 2PM trực thuộc JYP Entertainment. Vị trí của anh trong nhóm là rap phụ, hát phụ và visual. Anh có biệt danh là "Hoàng tử Thái" và là idol người Thái đầu tiên hoạt động trong Kpop, mở lối làm gương cho các idol Thái Lan sau này như BamBam (GOT7), Lisa (Blackpink), Sorn (CLC), Minnie ((G)I-DLE), Ten (NCT U).

## Tiểu sử
Nichkhun sinh ra tại Rancho Cucamonga, California trong một gia đình người gốc Hoa và Thái. Anh có anh trai Nichchan và hai em gái, Nichthima (Yanin) và Nachjaree (Chereen). Bố Nichkhun là người Thái Lan còn mẹ là bà Yenchit Horvejkul Là người Mỹ gốc Hoa, gia đình bà có nguồn gốc từ Hải Nam giám đốc điều hành của Union Medical, công ty dược phẩm hàng đầu tại Thái Lan.
Lên 5 tuổi, cả gia đình chuyển về Thái Lan. Tại đây Nichkhun học tại Trường Dhepkanjana và Tangpiroondham. Năm 12 tuổi, Nichkhun theo học Trường tư Wanganui Collegiate ở New Zealand trong vòng 1 năm. Nhưng nửa năm sau quay lại Mỹ và tốt nghiệp Trung học Los Osos tại Rancho Cucamonga, California.
Sau đó anh trở thành huấn luyện viên cho đội tuyển cầu lông của Trường Trung học Rosemead. Tại đây, anh được giám đốc kiêm nhà sản xuất Park Jin-young của JYP Entertainment phát hiện khi tham gia Liên hoan Âm nhạc Hàn Quốc Los Angeles.
Tháng 8 năm 2007, anh có mặt trong danh sách thực tập sinh của công ty JYP để tham gia dự án nhóm nhạc nam gồm 11 thành viên mang tên "One day". Sau đó "One day" chia làm 2 nhóm nhỏ là 2AM (4 thành viên) & 2PM (7 thành viên) và được chọn vào nhóm 2PM. Ngày 4 tháng 9 năm 2008, Nichkhun chính thức ra mắt cùng 2PM với ca khúc "10 Points Out Of 10 Points" trên các sân khấu âm nhạc.

### Hoạt động cá nhân
Cùng với 2PM, Nichkhun đã tham gia rất nhiều các chương trình truyền hình như "Idol Show" mùa thứ ba của đài MBC, "Wild Bunny" của đài MNet.
Và Running Man
Nichkhun cùng Wooyoung từng là khách mời thường xuyên trên chương trình truyền hình thức tế "Star King" của kênh SBS giữa tháng 4 và dừng lại vào tháng 10 năm 2009.
Ngoài ra, Nichkhun cũng được đánh giá cao về diễn xuất. Anh từng tham gia với tư cách khách mời trong các bộ phim truyền hình như "More Charming By The Day", "Dream High" và sitcom "All My Love"
Năm 2011, anh góp mặt trong MV "Touch" của nam ca sĩ Đài Loan Wilber Pan.
Từ lúc debut cho đến nay, vì được sở hữu gương mặt ưa nhìn nên Nichkhun đã trở thành người mẫu quảng cáo cho rất nhiều hãng sản phẩm, kể cả trong nước và ngoài nước, đặc biệt là ở Thái Lan - đất nước của "Hoàng tử Thái".

## Sự nghiệp ca hát

### Solo
Ca khúc tiếng Thái
- 2008: "We Become One" (for Wall's Cornetto Thailand)
- 2009: "Let's Take a Break" (for Tourism Authority of Thailand)
- 2009: "Cute" (for Suzuki Jelato)

Ca khúc tiếng Nhật
- 2014: "So Wonderful" (Album: Genesis of 2PM)
- 2015: "Miss Wonderful" (Album: 2PM of 2PM)
- 2015: "Maybe You Are" (Album: Higher)

### Studio albums
| Tên | Album | Vị trí xếp hạng cao nhất | Vị trí xếp hạng cao nhất | Doanh số                    |
| Tên | Album | HQ                       | NB                       | Doanh số                    |
| --- | --- | ------------------------ | ------------------------ | --------------------------- |
| Me | - Phát hành: 19 tháng 12 năm 2018 (Phiên bản tiếng Nhật) - Phát hành: 18 tháng 2 năm 2019 (Phiên bản tiếng Hàn) - Phát hành: 8 tháng 3 năm 2019 (Phiên bản tiếng Đài Loan) - Phát hành: 5 tháng 7 năm 2019 (Phiên bản tiếng Thái) - Hãng đĩa: JYP Entertainment - Định dạng: CD, digital download | 14                       | 9                        | - Hàn: 4,352 - Nhật: 12,631 |
| Story Of...                                                                                             | - Phát hành: 5 tháng 12 năm 2019 (Phiên bản tiếng Nhật) - Hãng đĩa: Epic JYP (Nhật Bản) - Định dạng: CD, digital download | —                        | 19                       | —                           |
| "—" biểu thị cho các bản phát hành không có trong bảng xếp hạng hoặc không được phát hành ở khu vực đó. | |                          |                          |                             |

#### Album tiếng Nhật
| CD  | CD                                                            | CD                     | CD                            | CD                  | CD         |
| STT | Nhan đề                                                       | Phổ lời                | Phổ nhạc                      | Arrangements        | Thời lượng |
| --- | ------------------------------------------------------------- | ---------------------- | ----------------------------- | ------------------- | ---------- |
| 1.  | "Home"                                                        | Nichkhun               | Nichkhun, Hotsauce            | Hotsauce            | 2:30       |
| 2.  | "Lucky Charm (Japanese ver.)"                                 | Nichkhun, Lauren Kaori | Nichkhun, Hotsauce            | Hotsauce            | 3:53       |
| 3.  | "Bridge"                                                      | Nichkhun               | Nichkhun, TOYO                | TOYO                | 2:59       |
| 4.  | "Jealous"                                                     | Nichkhun               | Nichkhun, FRANTS              | FRANTS              | 3:27       |
| 5.  | "Mars"                                                        | Nichkhun               | Nichkhun, Hong Jisang         | Hong Jisang         | 3:18       |
| 6.  | "Umbrella (Japanese ver.)"                                    | Nichkhun, Lauren Kaori | Nichkhun, Song Jiwook         | Song Jiwook         | 3:47       |
| 7.  | "Colorful X'mas"                                              | Nichkhun               | Nichkhun, TOYO                | TOYO                | 4:03       |
| 8.  | "Endearing"                                                   | Nichkhun               | Nichkhun, Raphael, Sim Eunjee | Raphael, Sim Eunjee | 3:09       |
| 9.  | "Lucky Charm (Instrumental) (digital & regular edition only)" | Nichkhun               | Nichkhun, Hotsauce            | Hotsauce            | 3:51       |
| 10. | "Let It Rain (Acoustic Version) (fanclub edition only)"       | Nichkhun               | Nichkhun, Hong Jisang         | Hong Jisang         | 3:51       |

| CD  | CD                                                  | CD                     | CD                                                 | CD                    | CD         |
| STT | Nhan đề                                             | Phổ lời                | Phổ nhạc                                           | Arrangements          | Thời lượng |
| --- | --------------------------------------------------- | ---------------------- | -------------------------------------------------- | --------------------- | ---------- |
| 1.  | "YOU (English ver.)"                                | Nichkhun               | Nichkhun, HotSauce                                 | HotSauce              | 3:33       |
| 2.  | "Story of… (Japanese ver.)"                         | Nichkhun, Lauren Kaori | Mike Macdermid, Alyssa Ayaka Ichinose, David Brant | Alyssa Ayaka Ichinose | 4:03       |
| 3.  | "Vanilla"                                           | Nichkhun               | Nichkhun, HotSauce                                 | Nichkhun, HotSauce    | 3:34       |
| 4.  | "Stay In"                                           | Lauren Kaori           | Secret Weapon, J. PRAIZE, NiiHWA                   | Secret Weapon         | 3:02       |
| 5.  | "This Christmas Time"                               | Lauren Kaori           | Fredrik Samsson, Samuel Waermo, Stefan Ekstedt     | Stefan Ekstedt        | 3:54       |
| 6.  | "Story of... (English ver.) (limited edition only)" | Nichkhun               | Mike Macdermid, Alyssa Ayaka Ichinose, David Brant | Alyssa Ayaka Ichinose | 4:02       |
| 7.  | "YOU (Japanese ver.) (fanclub edition only)"        | Nichkhun, Lauren Kaori | Nichkhun, HotSauce                                 | HotSauce              |            |

#### Album tiếng Hàn
| ME  | - Phát hành: ngày 18 tháng 2 năm 2019 - Hãng đĩa: JYP Entertainment - Định dạng: CD, digital download | Danh sách \| CD \| CD \| CD \| CD \| CD \| CD \| \| STT \| Nhan đề \| Phổ lời \| Phổ nhạc \| Arrangements \| Thời lượng \| \| --- \| ---------------------------- \| --------------------- \| ----------------------------- \| ------------------- \| ---------- \| \| 1. \| "Home" \| Nichkhun \| Nichkhun, Hotsauce \| Hotsauce \| 2:30 \| \| 2. \| "Lucky Charm (English ver.)" \| Nichkhun \| Nichkhun, Hotsauce \| Hotsauce \| 3:50 \| \| 3. \| "Bridge" \| Nichkhun \| Nichkhun, TOYO \| TOYO \| 2:59 \| \| 4. \| "Jealous" \| Nichkhun \| Nichkhun, FRANTS \| FRANTS \| 3:27 \| \| 5. \| "Mars" \| Nichkhun \| Nichkhun, Hong Jisang \| Hong Jisang \| 3:18 \| \| 6. \| "Umbrella (English ver.)" \| Nichkhun \| Nichkhun, Song Jiwook \| Song Jiwook \| 3:47 \| \| 7. \| "Colorful X'mas" \| Nichkhun \| Nichkhun, TOYO \| TOYO \| 4:03 \| \| 8. \| "Endearing" \| Nichkhun \| Nichkhun, Raphael, Sim Eunjee \| Raphael, Sim Eunjee \| 3:09 \| \| 9. \| "Umbrella (Korean ver.)" \| Nichkhun, Song Jiwook \| Nichkhun, Song Jiwook \| Song Jiwook \| 3:44 \| |                               |                     |            |
| CD  | | |                               |                     |            |
| STT | Nhan đề                                                                                               | Phổ lời | Phổ nhạc                      | Arrangements        | Thời lượng |
| 1.  | "Home"                                                                                                | Nichkhun | Nichkhun, Hotsauce            | Hotsauce            | 2:30       |
| 2.  | "Lucky Charm (English ver.)"                                                                          | Nichkhun | Nichkhun, Hotsauce            | Hotsauce            | 3:50       |
| 3.  | "Bridge"                                                                                              | Nichkhun | Nichkhun, TOYO                | TOYO                | 2:59       |
| 4.  | "Jealous"                                                                                             | Nichkhun | Nichkhun, FRANTS              | FRANTS              | 3:27       |
| 5.  | "Mars"                                                                                                | Nichkhun | Nichkhun, Hong Jisang         | Hong Jisang         | 3:18       |
| 6.  | "Umbrella (English ver.)"                                                                             | Nichkhun | Nichkhun, Song Jiwook         | Song Jiwook         | 3:47       |
| 7.  | "Colorful X'mas"                                                                                      | Nichkhun | Nichkhun, TOYO                | TOYO                | 4:03       |
| 8.  | "Endearing"                                                                                           | Nichkhun | Nichkhun, Raphael, Sim Eunjee | Raphael, Sim Eunjee | 3:09       |
| 9.  | "Umbrella (Korean ver.)"                                                                              | Nichkhun, Song Jiwook | Nichkhun, Song Jiwook         | Song Jiwook         | 3:44       |

### Sáng tác
| Ngày phát hành       | Tên                          | Nghệ sĩ               | Album                                  | Ghi chú                        |
| -------------------- | ---------------------------- | --------------------- | -------------------------------------- | ------------------------------ |
| 19 tháng năm 2013    | "Let It Rain"                | 2PM                   | 3rd Album Grown Grand Edition          | Bài hát đầu tiên sáng tác      |
| 15 tháng 12 năm 2014 | "Love Is True"               | Nichkhun x Lee Jun-ho | Go Crazy!                              | Sáng tác cùng Junho            |
| 27 tháng 4 năm 2016  | "GIRLFRIEND (彼女 / Kanojo)" | Nichkhun x Wooyoung   | GALAXY OF 2PM Limited Edition / Type C | Album tiếng Nhật thứ 6 của 2PM |

### Hợp tác
| Năm  | Nghệ sĩ | Tên bài               | Album                                            |
| ---- | --- | --------------------- | ------------------------------------------------ |
| 2011 | Will Pan | "Touch (觸動)"        | 808                                              |
| 2012 | 2PM và 2AM | "One Day"             | "One Day" (Đĩa đơn tiếng Nhật)                   |
| 2014 | Junho (2PM) | "Love Is True"        | Bản đính kèm của album Go Crazy! (Grand Edition) |
| 2016 | Wooyoung (2PM) | "Kanojo (Girlfriend)" | Ca khúc unit trong album Galaxy of 2PM           |
| 2016 | Yugyeom, Mark, Jackson Wang(Got7); Hyelim, Yenny, Kim Yu-bin(Wonder Girls); Nayeon, Jeongyeon, Momo, Mina of Twice; Min(Miss A); và Lee Jun-ho(2PM) | "Encore"              | JYP Nation concert 'Mix & Match'                 |

### Nhạc phim
| Năm  | Tên                                                                     | Album                                      |
| ---- | ----------------------------------------------------------------------- | ------------------------------------------ |
| 2011 | "My Valentine" (với J.Y. Park & Taecyeon)                               | Dream High OST                             |
| 2012 | "Let It Rain" (Bản đính kèm của album Legend of 2PM)                    | One and a Half Summer OST                  |
| 2015 | "Wan Nun Wan Nee Wan Nhai (วันนั้น วันนี้ วันไหน)" (kết hợp với Taecyeon(2PM)) | Touch the Sky - Chalui OST                 |
| 2018 | "Fall in Love với You (勇往直前恋上你)"                                 | Shall We Fall in Love (勇往直前爱上你) OST |

## Chương trình truyền hình

### Chương trình thực tế
| Năm       | Tên                                                              | Kênh           | Notes                           |
| --------- | ---------------------------------------------------------------- | -------------- | ------------------------------- |
| 2008–2009 | Ya Shim Man Man                                                  | SBS            |                                 |
| 2008–2009 | Hot Blood                                                        | Mnet           |                                 |
| 2008–2009 | Idol Army (Season 3)                                             | MBC            |                                 |
| 2009      | Wild Bunny                                                       | Mnet           |                                 |
| 2010      | Star Golden Bell                                                 | KBS2           | Ep.248 với 2PM                  |
| 2010      | Let’s a! Dream Team Season 2                                     | KBS2           | Ep. 33, Ep.57,59 (với 2PM)      |
| 2010      | Happy Together                                                   | KBS2           | Ep.147, Ep. 171 (với 2PM)       |
| 2010      | We Got Married (Season 2)                                        | MBC            | Khuntoria                       |
| 2010      | Running Man                                                      | SBS            | Ep.4,5,19                       |
| 2010      | Yoo Hee Yeol’s Sketchbook                                        | KBS            | Ep.40 với 2pm                   |
| 2010      | Win win                                                          | KBS            | với 2PM                         |
| 2010      | Strong Heart                                                     | SBS            | Ep 49,50 với Wooyoung           |
| 2010      | Sebakwi                                                          |                | với 2PM                         |
| 2011      | Happy Together                                                   | KBS2           | Ep. 208 (với 2PM)               |
| 2011      | 2PM Show!                                                        | SBS            |                                 |
| 2011      | Entertainment Weekly Star Date                                   | SBS            | Với 2PM quảng bá “Hands up”     |
| 2011      | Running Man                                                      | SBS            | Ep.40,50,51                     |
| 2011      | 2PM Show                                                         |                |                                 |
| 2011      | Idol Star Swimming and Athletics Championships                   | MBC            | với 2PM                         |
| 2011      | Let’s a! Dream Team Season 2                                     | KBS2           | Ep.91 (với 2PM)                 |
| 2012      | KOICA'S Dream in Tanzania                                        | MBC            |                                 |
| 2012      | Running Man                                                      | SBS            | Ep.104                          |
| 2012      | Radio Star                                                       | MBC            | Ep. 241 (với Victoria)          |
| 2013      | Radio Star                                                       | MBC            | Ep.328 (với 2PM)                |
| 2014      | Running Man                                                      | SBS            | Ep.195                          |
| 2014      | After School Club                                                | Arirang TV     | Ep.103 (với Wooyoung, Chansung) |
| 2015      | Oven Radio                                                       | 1theK          |                                 |
| 2015      | Ok.Jang.Khun ReciPe                                              | V-Live         |                                 |
| 2015      | Running Man                                                      | SBS            | Ep. 248, 256                    |
| 2016      | Running Man                                                      | SBS            | Ep. 306 (với 2PM)               |
| 2016      | I Can See Your Voice (Season 3)                                  | Mnet           | Ep.9 (với Wooyoung, Jun.K)      |
| 2017      | 2PM Wild Beat                                                    | K-Star         |                                 |
| 2018      | The Team Chef (Season 1)                                         | JTBC và ONE31  |                                 |
| 2018      | Galileo: Awakened Universe                                       | tvN            |                                 |
| 2018      | One Night Food Trip – International Edition 2 in the Philippines | tvN Asia       |                                 |
| 2018      | Let's eat dinner together                                        | JTBC           | Ep. 94                          |
| 2019      | We K-Pop (Season 1)                                              | KBS World      | Host                            |
| 2020      | The Brothers: School of Gentlemen                                | LINE TV        |                                 |
| 2020      | IDOL on Quiz                                                     | KBS2           | Host Ep.7-20                    |
| 2021      | MMTG                                                             | Youtube        | Ep. 194,195, 196 (Với 2PM)      |
| 2021      | Knowing Brothers                                                 | JTBC           | Ep. 287 (với 2PM)               |
| 2021      | 2PM Comeback Show                                                | Mnet (Youtube) |                                 |
| 2021      | Free Hug                                                         | Naver          | Ep.11 với Chansung              |
| 2021      | Team Up 072                                                      | SBS            | Ep.8                            |
| 2021      | SE7EN's Golf                                                     | Youtube        | Ep.1                            |

### Chương trình Trung Quốc
| Năm  | Tên                       | Kênh           | Ghi chú                                      |
| ---- | ------------------------- | -------------- | -------------------------------------------- |
| 2013 | Superstar China           | Hubei TV       | Host                                         |
| 2014 | If You Love               | Hubei TV       | Với Hwang Chansung                           |
| 2014 | God & Goddess             | Youku          |                                              |
| 2014 | Happy Camp                | Hunan TV       | Với Jang Wooyoung                            |
| 2014 | All Star Show             | Youku          |                                              |
| 2014 | Tonight 80's Show         | Dragon TV      | Với Ngụy Đại Huân                            |
| 2014 | Brave Heart               | BTV            |                                              |
| 2014 | Dream Music Charity Event | CGV            |                                              |
| 2015 | Youth Trainee             | Chiết Giang TV | Với Wang Dongcheng, Shang Wenjie, và Li Quan |
| 2015 | Korea-China Dream Team    | Shenzhen TV    | Với Hwang Chansung                           |
| 2015 | Let's Go Together         | Hubei TV       | Với Hwang Chansung                           |
| 2016 | Grade One Freshman        | Hunan TV       |                                              |
| 2016 | Beat the Champions        | Chiết Giang TV |                                              |
| 2016 | Super Girl Group          | Tencent Video  |                                              |
| 2021 | Shine! Super Brothers 2   | Youku          |                                              |

## Phim

### Phim truyền hình
| Năm  | Tựa                          | Vai                                                      | Ghi chú                                      | Đài     |
| ---- | ---------------------------- | -------------------------------------------------------- | -------------------------------------------- | ------- |
| 2010 | Gia đình yêu thương          | Ok Yub's human substitute                                | Khách mời (Tập 1)                            | MBC     |
| 2011 | Dream High                   | Ri-ah's CF partner                                       | Khách mời (Tập 8)                            | KBS2    |
| 2011 | Welcome to the Show          | Chính mình                                               | Vai chính                                    | Fuji TV |
| 2014 | Mùa hè năm ấy                | Trương Hạo                                               | Vai chính                                    | BTV     |
| 2014 | Kindaichi Shounen no Jikenbo | Mataichi                                                 | Tiếng Nhật TV movie                          |         |
| 2015 | Kiếm Tìm Ánh Sáng Bắc Cực    | Vương Nghĩa Lâm                                          | Vai chính                                    | CTV     |
| 2015 | Yes Sir My Boss              | Piak                                                     | Khách mời (Tập 7-8)                          |         |
| 2015 | Hậu trường giải trí          | Chính mình                                               | Khách mời (Tập 3)                            | KBS2    |
| 2017 | Magic School                 | Joon                                                     | Main Cast, JTBC Web drama                    | jTBC    |
| 2018 | Dũng cảm tiến lên để yêu em  | Khương Dật Nam                                           | Vai chính, Tencent Web drama                 | Tencent |
| 2019 | Thầy lang trúng mánh         | Hyung Suk                                                | Khách mời (Tập 12,14)                        | CH3     |
| 2019 | Arthdal Chronicles           | Rottip                                                   | Khách mời (Tập 10–12, 14)                    | tVN     |
| 2020 | Trà sữa thoát ế              | Boss                                                     | Viu's Thai original series (post production) | OneHD   |
| 2021 | Vincenzo                     | leads of UCN drama "The Age of Stray Dogs and Wild Dogs" | Khách mời (tập 12)                           | tvN     |

#### Phim điện ảnh
| Năm  | Tên                                    | Vai               |
| ---- | -------------------------------------- | ----------------- |
| 2012 | Ouran High School Host Club            | Lawrence          |
| 2012 | Seven Something                        | He                |
| 2012 | Beyond the ONEDAY ~Story of 2PM & 2AM~ | Chính mình        |
| 2014 | Five Eagle Brothers                    | Policeman         |
| 2015 | Touch the Sky - Chalui                 | Khách mời         |
| 2015 | Forever Young                          | Khách mời         |
| 2018 | Ông anh "trời đánh"                    | Moji              |
| 2020 | Cracked                                | (post production) |